# Xã Daily, Quận Dixon, Nebraska
Xã Daily (tiếng Anh: Daily Township) là một xã thuộc quận Dixon, tiểu bang Nebraska, Hoa Kỳ. Năm 2010, dân số của xã này là 65 người.